# Муфта Haldex
Муфта Haldex (англ. Haldex coupling) — різновид автоблокувальної муфти, яку виробляє і патентом на яку володіє шведська компанія «Haldex AB». Муфта має електронне керування і розташовується перед диференціалом заднього моста для забезпечення оптимального розподілу крутного моменту між переднім і заднім ведучими мостами повноприводного автомобіля. Основною перевагою муфти Haldex є те, що автомобіль, по суті, стає повноприводним, але зберігає всі переваги передньоприводного. При цьому система запобігає підвищенню навантаження на трансмісію при паркуванні чи іншому маневруванні та у будь-яких конфігураціях поєднується з такими системами як ABS, ASR, блокування диференціала й ESP.

## Історична довідка
Ідею муфти Haldex запатентував у 1988 році шведський інженер і колишній ралійний гонщик Сігвард Йоханссон (англ. Sigvard "Sigge" Johansson), котрий суттєво розвинув ідею автоматичного перерозподілу крутного моменту між осями автомобіля у непередбачуваних умовах ралі. 1992 року він продав свій винахід шведській фірмі «Haldex AB», спеціалісти якої впровадили її в конструкцію повноприводної трансмісії Quattro, реалізувавши концепцію автоматичного підключення повного привода. Серійні автомобілі з муфтою Haldex випускаються з 1998 року. Першими стали Audi A3 Quattro, Audi TT та VW Golf.

## Конструктивні особливості
Муфта Haldex сполучає два вали приводу ведучих мостів автомобіля і складається з трьох головних вузлів:
- «мокрої» (заповненої оливою) багатодискової фрикційної муфти зчеплення керованої гідроприводом;
- плунжерного гідронасоса, розміщеного на одному з валів, що приводиться у дію від кулачкового механізму, розташованого на другому валу;
- гідравлічної схеми, що сполучає насос з гідроциліндром і містить електрично керований клапан.

## Принцип роботи
У випадку, коли обидва вали мають однакову швидкість обертання, що буває при русі прямо твердою поверхнею, насос тиску не створює, відповідно, гідроциліндр не включає муфту й вали не сполучені між собою тому потужність від двигуна передається лише на один міст (зазвичай передній). У такому стані допускається невелика різниця швидкостей обертання між мостами, наприклад, при русі по дузі чи на нерівностях дорожнього покриття, що не приводить до появи тиску в системі, достатнього для увімкнення муфти. Попередній тиск оливи задається електричним насосом, це забезпечує мінімальну відстань між дисками і, як наслідок, зменшує час спрацювання механізму.
У випадку, коли швидкості обертання валів будуть суттєво різнитися — наприклад при пробуксовуванні коліс ведучої осі під час рушання на слизькій поверхні чи русі бездоріжжям — тоді кулачок на одному з валів почне обертатись відносно плунжера насоса на іншому валу. В результаті насос почне подавати рідину під тиском у гідроциліндр, який своєю чергою увімкне муфту зчеплення. Тиск, створюваний насосом буде пропорційним до різниці частот обертання валів. Обидва вали будуть сполучені муфтою і крутний момент почне подаватись і на другу вісь авто. Отже, створюється можливість для розподілу тяги між мостами у процентному відношенні від 100/0 при нормальному русі до 50/50 при повній втраті зчеплення з дорогою на передніх колесах.
Електрично керований клапан дозволяє змінювати поведінку системи Haldex залежно від багатьох параметрів, таких як швидкість руху автомобіля та кут поворту керма, що дозволяє наприклад забезпечити м'якше сполучення осей під час паркувальних маневрувань.
Муфта може працювати на будь-яких швидкостях руху автомобіля як при русі вперед, так і на задньому ході. Вона не впливає на роботу антиблокувальної системи (ABS) внаслідок дуже швидкого активування і деактивування й забезпечує повністю контрольований розподіл крутного моменту між осями. При цьому оптимальний розподіл крутного моменту і плавність спрацювання муфти досягається за рахунок коригування тиску плунжерного насоса електронним блоком керування, що отримує і обробляє дані від датчиків положення педалі акселератора, частоти обертання вала двигуна, а також, блоків керування ABS та ESP.

## Етапи еволюції муфти
Принцип роботи муфти Haldex залишався незмінним протягом усіх її п'яти поколінь. Але з кожним поколінням вона ставала технологічнішою, меншою у розмірах, працювала швидше і точніше.
Принцип дії багатодискової фрикційної муфти Haldex першого покоління (1998) полягає у передаванні крутного моменту дисками зчеплення, які стискаються під тиском оливи. Насос, що створює цей тиск, урухомлюється за наявності різниці швидкостей обертання задніх і передніх коліс. Основним недоліком її було несвоєчасне створення тиску, яке відбувалось лише по факту пробуксовування коліс.
Друге покоління (2001) муфти Haldex було технічно досконалішим у порівнянні з першим, але принцип і недоліки залишись без змін. Муфта автоматично перерозподіляла крутний момент між мостами при буксуванні але у нормальних умовах руху 95 % потужності передавала на передній міст.

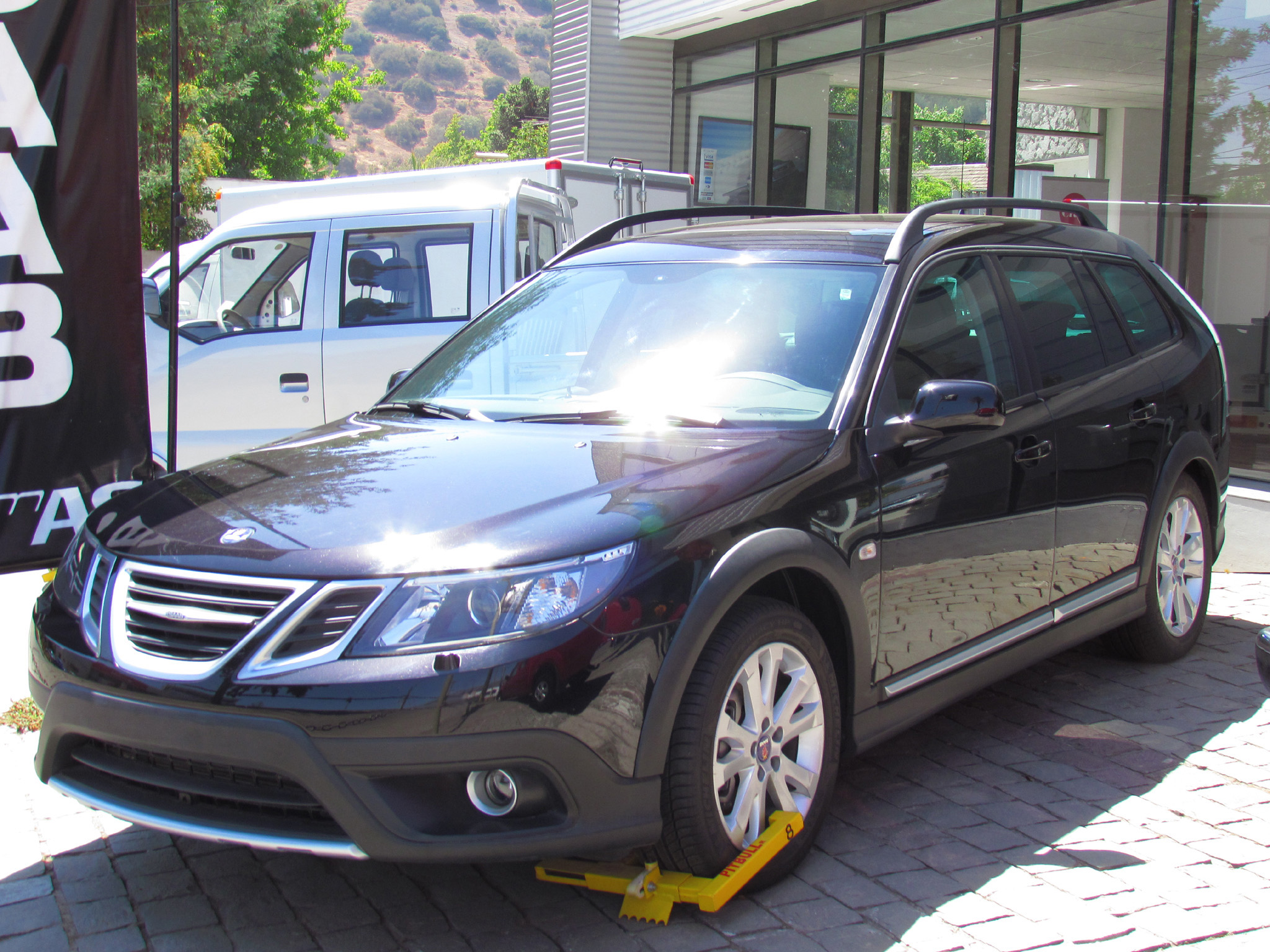
Saab 9-3X з XWD (2011)

У муфті Haldex третього покоління (2006) тиск нагнітається насосом з електричним приводом. Конструкція розроблялась спеціально для автомобіля Land Rover Freelander 2. Згодом вона стала використовуватись на моделях з повним приводом від Volvo. Ця муфта, що отримала індекс PreX, вже спрацьовувала своєчасно, ще до початку пробуксовування. Повне блокування відбувалось за 150 мілісекунд. Різниця швидкостей обертання переднього і заднього мостів вже не була фактором увімкнення муфти повного привода. Пластини муфти починали передавати крутний момент вже тоді, коли різниця кута повороту коліс передньої і задньої осі становила всього 10° а при 20° тяга передавалась повністю.
Муфта Haldex четвертого покоління (2007) за принципом роботи є аналогічною до попередника. Зміни торкнулись лише алгоритму обробки сигналу, що став надходити швидше.
Муфта Haldex п'ятого покоління (2009) від попередньої відрізняється лише вищою якістю матеріалів, що використовуються. Перевагою муфти Haldex четвертого і п'ятого поколінь є те, що вона спрацьовує не лише під час пробуксовування коліс, але і при русі у поворотах. При цьому враховуються швидкість руху автомобіля, ступінь і швидкість натиснення педалі акселератора, з врахуванням чи рух відбувається у тяговому режимі, чи при гальмуванні двигуном. Крутний момент — його увімкнення/вимкнення і ступінь подачі — регулюється від електронного блока керування.
Інший важливий момент: коли у перших поколіннях муфти Haldex втручались ABS та/або ESP, відбувалось розмикання муфти. Під час заносу, коли система стабілізації автомобіля намагалась його вирівняти, або водій тиснув на педаль гальм до того, як спрацьовувала ABS, в автомобіля не міг підключитись повний привод. У муфті Haldex четвертого і п'ятого поколінь, при спрацюванні ESP муфта залишається увімкненою, а при спрацюванні ABS все ж таки розмикається. Муфта Haldex допомагає системі стабілізації повернути авто у вихідне положення. ESP і муфта Haldex успішно працюють у парі, тому четверте і п'яте покоління муфт встановлюють лише на авто із системою стабілізації.

## Приклади використання
Муфти Haldex встановлюються у трансмісіях повноприводних версій автомобілів.
Муфта Haldex уже багато років використовується на автомобілях виробництва AB Volvo та Volkswagen AG з поперечним розташуванням двигуна та приводом на обидві осі.
Муфта знайшла застосування на таких моделях автомобілів:
- Audi A3 quattro, Audi TT quattro, Audi Q3 Audi S3
- Bugatti Veyron
- Range Rover Evoque
- Opel Insignia (2.0T, 2.0CDTi та 2.8 V6)
- Volvo S40 AWD,  Volvo V40 Cross Country AWD, Volvo V50 AVD, Volvo S60 AWD, Volvo V60 AWD, Volvo XC60 AWD, Volvo S60R AWD, Volvo V70 AWD, Volvo XC70, Volvo S80 AWD, Volvo XC90 AWD, Volvo S60 Cross Country, Volvo V60 Cross Country, Volvo V90 Cross Country
- Lamborghini Aventador
- SEAT Alhambra 4, SEAT Altea XL Freetrack 4x4, SEAT León Cupra 4, SEAT Ateca
- Škoda Yeti, Škoda Octavia II, Škoda Octavia III, Škoda Superb II, Škoda Superb III;
- Saab 9-3 XWD; Saab 9-3X; Saab 9-5 XWD (2.0 T та 2.8 V6);
- VW Golf IV 4motion, VW Passat B8, VW Sharan 4motion, VW Caddy 4motion, VW Bora 4motion, VW Tiguan, VW Transporter 4motion, Volkswagen Golf R;
- Ford Kuga, Ford Mondeo, Ford Taurus, Ford Freestyle